# كورة جان (ملكان)
كورة جان هي قرية في مقاطعة ملكان، إيران. عدد سكان هذه القرية هو 196 في سنة 2006.